# Scikit-learn
scikit-learn（サイキット・ラーン、旧称: scikits.learn）は、Pythonのオープンソース機械学習ライブラリである。サポートベクターマシン、ランダムフォレスト、勾配ブースティング、k近傍法、DBSCANなどを含む様々な分類、回帰、クラスタリングアルゴリズムを備えており、Pythonの数値計算ライブラリのNumPyとSciPyとやり取りするよう設計されている。
教師あり学習と教師なし学習に対応している。ただし、強化学習・深層学習・グラフィカルモデル（隠れマルコフモデルなど）・シーケンス予測には対応しない方針となっている。

## 概要
Scikit-learnプロジェクトは David Cournapeau によるGoogle Summer of Codeプロジェクト、scikits.learnとして始まった。名前は「Scikit」 (SciPy Toolkit) つまり独立して開発・配布されるScipyのサードパーティ拡張であることを示している。オリジナルのコードベースは他の開発者に後に書き換えられた。様々なScipy Toolkitのうち、scikit-learnとscikit-imageは2012年11月に「well-maintained and popular（よくメンテナンスされており、広く使われている）」と評されている。
2015年以降、scikit-learnは活発に開発されており、INRIA、Telecom ParisTech、そして（Google Summer of Codeを通して）部分的にGoogleの援助を受けている。Evernoteはscikit-learnを使用しており、ライブラリのナイーブベイズ分類器でユーザーの投稿から食べ物のレシピであるものを判別している。またMendeleyはscikit-learnのSGD回帰アルゴリズムを用いて推薦システムを構築している。
scikit-learnのAPIは、wiseRFと呼ばれる非フリーなランダムフォレスト実装を提供するwise.ioに採用されている。wise.ioのビジネスパートナーであるContinuum IOは、データスループットがscikit-learn実装の7.5倍に上昇したと述べている。これを受けてscikit-learnの開発者らはメモリ使用以外の部分で、wise.ioに並ぶよう実装を最適化したと主張している。

## 実装
scikit-learnは大部分がPythonで書かれている。いくつかのコアアルゴリズムは性能向上のためCythonで書かれている。サポートベクターマシンはLIBSVMをラップするCythonで実装されておりロジスティック回帰や線型サポートベクターマシンはLIBLINEARの同様なラッパーで実装されている。

## 参照
1. ↑  "Release 1.6.1"; 閲覧日: 2025年1月29日; 出版日: 2025年1月10日.
2. ↑  Fabian Pedregosa; Gaël Varoquaux; Alexandre Gramfort; Vincent Michel; Bertrand Thirion; Olivier Grisel; Mathieu Blondel; Peter Prettenhofer; Ron Weiss; Vincent Dubourg; Jake Vanderplas; Alexandre Passos; David Cournapeau (2011).
3. ↑  “Frequently Asked Questions”. 2023年5月2日閲覧。
4. ↑  Dreijer, Janto. "scikit-learn".
5. ↑  Eli Bressert (2012).
6. ↑  "About Us". http://scikit-learn.org.
7. ↑  Mark Ayzenshtat (22 January 2013).
8. ↑  Mark Levy (2013).
9. ↑  "wiserf". wise.io.
10. ↑  Buitinck, Lars, Gilles Louppe, Mathieu Blondel, Fabian Pedregosa, Andreas Mueller, Olivier Grisel, Vlad Niculae et al. (2013).
11. ↑  Joseph W. Richards (27 November 2012). "wiseRF Use Cases and Benchmarks".
12. ↑  Gaël Varoquaux (8 August 2013).